# Ronde van Frankrijk 2002
De 89e editie van de Ronde van Frankrijk ging van start op 6 juli 2002 in Luxemburg en eindigde op 28 juli in Parijs. Er stonden 189 renners verdeeld over 21 ploegen aan de start. De Texaan Lance Armstrong won deze editie van de Ronde van Frankrijk. In 2012 bleek echter dat hij doping heeft gebruikt. Hierop besloot de UCI Armstrong als winnaar de schrappen. Tourdirecteur Christian Prudhomme besloot om geen nieuwe winnaar aan te wijzen.

## Etappe-overzicht
| Etappe  | Parcours                                   | Winnaar            | Nationaliteit       |
| ------- | ------------------------------------------ | ------------------ | ------------------- |
| 0       | Luxemburg (proloog)                        | Lance Armstrong    | Verenigde Staten    |
| 1       | Luxemburg - Luxemburg                      | Rubens Bertogliati | Zwitserland         |
| 2       | Luxemburg - Saarbrücken                    | Óscar Freire       | Spanje              |
| 3       | Metz - Reims                               | Robbie McEwen      | Australië           |
| 4       | Épernay - Château-Thierry (ploegentijdrit) | O.N.C.E. - Eroski  | Spanje              |
| 5       | Soissons - Rouen                           | Jaan Kirsipuu      | Estland             |
| 6       | Forges-les-Eaux - Alençon                  | Erik Zabel         | Duitsland           |
| 7       | Bagnoles-de-l'Orne - Avranches             | Bradley McGee      | Australië           |
| 8       | Saint-Martin-de-Landelles - Plouay         | Karsten Kroon      | Nederland           |
| 9       | Lanester - Lorient (ind. tijdrit)          | Santiago Botero    | Colombia            |
| Rustdag |                                            |                    |                     |
| 10      | Bazas - Pau                                | Patrice Halgand    | Frankrijk           |
| 11      | Pau - La Mongie (Col du Tourmalet)         | Lance Armstrong    | Verenigde Staten    |
| 12      | Lannemezan - Plateau de Beille             | Lance Armstrong    | Verenigde Staten    |
| 13      | Lavelanet - Béziers                        | David Millar       | Verenigd Koninkrijk |
| 14      | Lodève - Mont Ventoux                      | Richard Virenque   | Frankrijk           |
| Rustdag |                                            |                    |                     |
| 15      | Vaison-la-Romaine - Les Deux Alpes         | Santiago Botero    | Colombia            |
| 16      | Les Deux Alpes - La Plagne                 | Michael Boogerd    | Nederland           |
| 17      | Aime - Cluses                              | Dario Frigo        | Italië              |
| 18      | Cluses - Bourg-en-Bresse                   | Thor Hushovd       | Noorwegen           |
| 19      | Régnié-Durette - Mâcon (ind. tijdrit)      | Lance Armstrong    | Verenigde Staten    |
| 20      | Melun - Parijs, Champs Élysées             | Robbie McEwen      | Australië           |

### Dertiende etappe

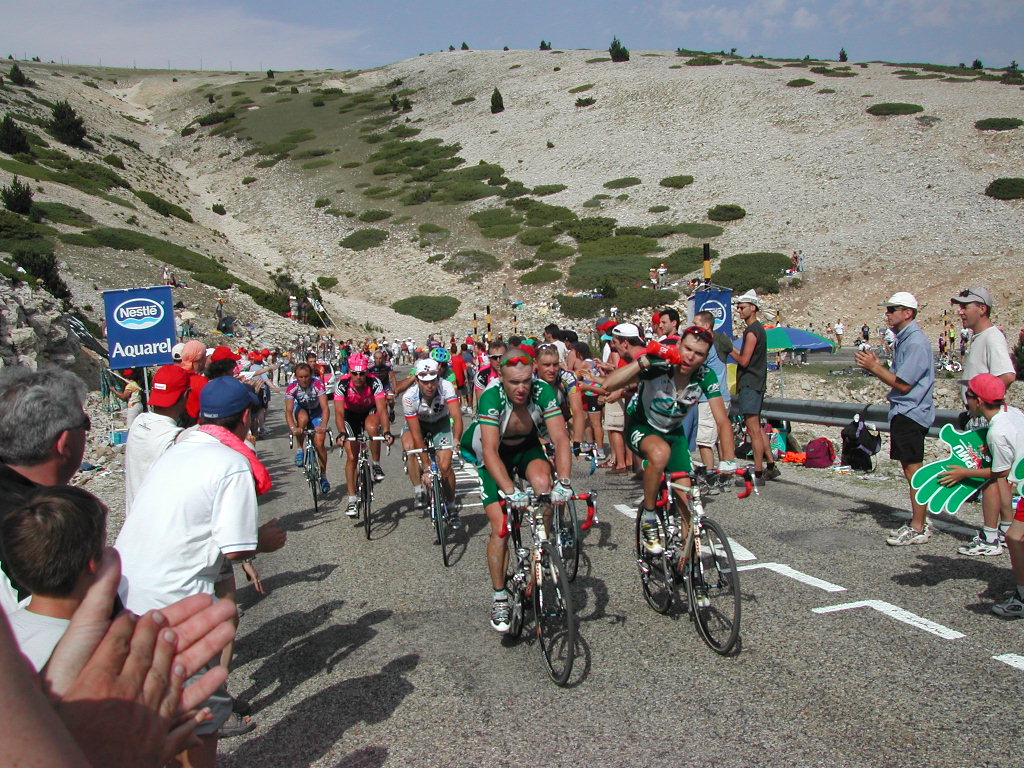
Het peloton op de Mont Ventoux

## Belgische en Nederlandse prestaties

### Belgische etappezeges
In 2002 was er geen Belgische etappezege

### Nederlandse etappezeges
- Karsten Kroon won de 8e etappe van St-Martin de Landelles naar Plouay. Het hele podium van deze etappe was Nederlands, want Servais Knaven en Erik Dekker werden tweede en derde.
- Michael Boogerd won de 16e etappe van Les Deux Alpes naar La Plagne, na een lange solotocht over de toppen van de Col du Galibier en de Col de la Madeleine.

## Etappes
| #  | Renner                    | Tijd    |
| -- | ------------------------- | ------- |
| 1  | Lance Armstrong           | 9.08,78 |
| 2  | Laurent Jalabert          | 0.01,73 |
| 3  | Raimondas Rumšas          | 0.03,19 |
| 4  | Santiago Botero           | 0.03,81 |
| 5  | David Millar              | 0.04,69 |
| 6  | Laurent Brochard          | 0.06,00 |
| 7  | Dario Frigo               | 0.08,19 |
| 8  | Igor González de Galdeano | 0.09,02 |
| 9  | Joseba Beloki             | 0.12,55 |
| 10 | László Bodrogi            | 0.12,64 |

| #  | Renner                 | Tijd    |
| -- | ---------------------- | ------- |
| 1  | Rubens Bertogliati     | 4:49.16 |
| 2  | Erik Zabel             | zt      |
| 3  | Robbie McEwen          | zt      |
| 4  | Fabio Baldato          | zt      |
| 5  | Óscar Freire           | zt      |
| 6  | Stuart O'Grady         | zt      |
| 7  | Laurent Brochard       | zt      |
| 8  | Dario Frigo            | zt      |
| 9  | José Enrique Gutiérrez | zt      |
| 10 | François Simon         | zt      |

| #  | Renner              | Tijd    |
| -- | ------------------- | ------- |
| 1  | Óscar Freire        | 4:19.51 |
| 2  | Robbie McEwen       | zt      |
| 3  | Erik Zabel          | zt      |
| 4  | Baden Cooke         | zt      |
| 5  | Jaan Kirsipuu       | zt      |
| 6  | Andrej Hauptman     | zt      |
| 7  | Pedro Horrillo      | zt      |
| 8  | Fred Rodriguez      | zt      |
| 9  | Gian Matteo Fagnini | zt      |
| 10 | Stuart O'Grady      | zt      |

| #  | Renner          | Tijd    |
| -- | --------------- | ------- |
| 1  | Robbie McEwen   | 4:13.37 |
| 2  | Erik Zabel      | zt      |
| 3  | Baden Cooke     | zt      |
| 4  | Andrej Hauptman | zt      |
| 5  | Fabio Baldato   | zt      |
| 6  | Paolo Bossoni   | zt      |
| 7  | Jaan Kirsipuu   | zt      |
| 8  | François Simon  | zt      |
| 9  | Ján Svorada     | zt      |
| 10 | Stuart O'Grady  | zt      |

| #  | Renner                           | Tijd    |
| -- | -------------------------------- | ------- |
| 1  | O.N.C.E. - Eroski                | 1:19.49 |
| 2  | US Postal Service - Berry Floor  | 0.16    |
| 3  | CSC - Tiscali                    | 0.46    |
| 4  | Fassa Bortolo                    | 1.30    |
| 5  | Cofidis, Le Crédit par Téléphone | 1.44    |
| 6  | iBanesto.com                     | 1.56    |
| 7  | Domo - Farm Frites               | 2.12    |
| 8  | Rabobank                         | 2.16    |
| 9  | Kelme - Costa Blanca             | 2.19    |
| 10 | Lampre-Daikin                    | 2.22    |

| #  | Renner              | Tijd    |
| -- | ------------------- | ------- |
| 1  | Jaan Kirsipuu       | 4:13.33 |
| 2  | Michael Sandstød    | zt      |
| 3  | Ludo Dierckxsens    | zt      |
| 4  | Stefano Casagranda  | 0.03    |
| 5  | Christophe Edaleine | 0.08    |
| 6  | Robbie McEwen       | 0.33    |
| 7  | Baden Cooke         | zt      |
| 8  | Stuart O'Grady      | zt      |
| 9  | Erik Zabel          | zt      |
| 10 | Andrej Hauptman     | zt      |

| #  | Renner           | Tijd    |
| -- | ---------------- | ------- |
| 1  | Erik Zabel       | 4:23.07 |
| 2  | Óscar Freire     | zt      |
| 3  | Robbie McEwen    | zt      |
| 4  | Ján Svorada      | zt      |
| 5  | Sergei Ivanov    | zt      |
| 6  | Baden Cooke      | zt      |
| 7  | Thor Hushovd     | zt      |
| 8  | Laurent Brochard | zt      |
| 9  | Arvis Piziks     | zt      |
| 10 | Andrej Hauptman  | zt      |

| #  | Renner               | Tijd    |
| -- | -------------------- | ------- |
| 1  | Bradley McGee        | 4:10.56 |
| 2  | Jaan Kirsipuu        | zt      |
| 3  | Pedro Horrillo Muñoz | zt      |
| 4  | Robbie McEwen        | zt      |
| 5  | Erik Zabel           | zt      |
| 6  | Stuart O'Grady       | zt      |
| 7  | Ján Svorada          | zt      |
| 8  | Baden Cooke          | zt      |
| 9  | Fred Rodriguez       | zt      |
| 10 | Thor Hushovd         | zt      |

| #  | Renner              | Tijd    |
| -- | ------------------- | ------- |
| 1  | Karsten Kroon       | 4:23.07 |
| 2  | Servais Knaven      | zt      |
| 3  | Erik Dekker         | zt      |
| 4  | Franck Renier       | zt      |
| 5  | Sébastien Hinault   | zt      |
| 6  | Stéphane Augé       | zt      |
| 7  | Raivis Belohvoščiks | zt      |
| 8  | Robbie McEwen       | 1.55    |
| 9  | Erik Zabel          | zt      |
| 10 | Baden Cooke         | zt      |

| #  | Renner                    | Tijd    |
| -- | ------------------------- | ------- |
| 1  | Santiago Botero           | 1:02.18 |
| 2  | Lance Armstrong           | 0.11    |
| 3  | Serhij Hontsjar           | 0.18    |
| 4  | Igor González de Galdeano | 0.19    |
| 5  | László Bodrogi            | 0.25    |
| 6  | Raimondas Rumšas          | zt      |
| 7  | David Millar              | 0.50    |
| 8  | Dario Frigo               | 1.34    |
| 9  | Andrea Peron              | zt      |
| 10 | Joseba Beloki Dorronsoro  | 1.38    |

| #  | Renner                        | Tijd    |
| -- | ----------------------------- | ------- |
| 1  | Patrice Halgand               | 3:00.15 |
| 2  | Jérôme Pineau                 | 0.27    |
| 3  | Stuart O'Grady                | 0.33    |
| 4  | Ludo Dierckxsens              | zt      |
| 5  | Pedro Horrillo Muñoz          | 1.00    |
| 6  | Andy Flickinger               | zt      |
| 7  | Nicolas Vogondy               | zt      |
| 8  | Nico Mattan                   | zt      |
| 9  | Constantino Zaballa Gutierrez | zt      |
| 10 | Enrico Cassani                | 1.02    |

| #  | Renner                      | Tijd    |
| -- | --------------------------- | ------- |
| 1  | Lance Armstrong             | 4:21.57 |
| 2  | Joseba Beloki Dorronsoro    | 0.07    |
| 3  | Roberto Heras Hernandez     | 0.13    |
| 4  | Francisco Mancebo Perez     | 1.16    |
| 5  | Raimondas Rumšas            | zt      |
| 6  | Óscar Sevilla               | 1.23    |
| 7  | Ivan Basso                  | zt      |
| 8  | Andrei Kivilev              | 1.34    |
| 9  | Laurent Jalabert            | 1.49    |
| 10 | José Bento Azevedo Carvalho | 1.52    |

| #  | Renner                              | Tijd    |
| -- | ----------------------------------- | ------- |
| 1  | Lance Armstrong                     | 6:00.29 |
| 2  | Roberto Heras Hernandez             | 1.04    |
| 3  | Joseba Beloki Dorronsoro            | zt      |
| 4  | Santiago Botero                     | 1.11    |
| 5  | Igor González de Galdeano Aranzabal | zt      |
| 6  | Raimondas Rumšas                    | 1.23    |
| 7  | Carlos Sastre Candil                | 1.33    |
| 8  | Marcos Antonio Serrano Rodriguez    | 1.37    |
| 9  | Óscar Sevilla                       | 2.07    |
| 10 | Andrei Kivilev                      | 2.39    |

| #  | Renner                   | Tijd    |
| -- | ------------------------ | ------- |
| 1  | David Millar             | 4:08.18 |
| 2  | David Etxebarria         | zt      |
| 3  | Michael Boogerd          | zt      |
| 4  | Laurent Brochard         | zt      |
| 5  | David Latasa Lasa        | 0.04    |
| 6  | Javier Pascual Rodríguez | 0.56    |
| 7  | Eddy Mazzoleni           | zt      |
| 8  | Miguel Martinez          | 1.06    |
| 9  | Beat Zberg               | zt      |
| 10 | Bobby Julich             | 1.08    |

### Veertiende etappe
Lodève - Mont Ventoux, 221 km
| #  | Renner                   | Tijd    |
| -- | ------------------------ | ------- |
| 1  | Richard Virenque         | 5:43.26 |
| 2  | Aleksandr Botsjarov      | 1.58    |
| 3  | Lance Armstrong          | 2.20    |
| 4  | Marco Serpellini         | 2.54    |
| 5  | Raimondas Rumšas         | 3.36    |
| 6  | Ivan Basso               | 3.39    |
| 7  | Francisco Mancebo Perez  | 3.51    |
| 8  | Joseba Beloki Dorronsoro | 4.05    |
| 9  | Dariusz Baranowski       | 4.10    |
| 10 | Ivan Gotti               | 4.16    |

| #  | Renner                     | Tijd    |
| -- | -------------------------- | ------- |
| 1  | Santiago Botero            | 5:55.16 |
| 2  | Mario Aerts                | 1.51    |
| 3  | Axel Merckx                | 2.30    |
| 4  | Emmanuel Magnien           | 4.22    |
| 5  | Sandy Casar                | 4.28    |
| 6  | José Vicente García Acosta | 5.15    |
| 7  | Raimondas Rumšas           | 6.41    |
| 8  | Joseba Beloki Dorronsoro   | zt      |
| 9  | Lance Armstrong            | zt      |
| 10 | Francisco Mancebo Perez    | 6.46    |

| #  | Renner               | Tijd    |
| -- | -------------------- | ------- |
| 1  | Michael Boogerd      | 5:48.29 |
| 2  | Carlos Sastre Candil | 1.25    |
| 3  | Lance Armstrong      | zt      |
| 4  | Joseba Beloki        | 2.02    |
| 5  | Raimondas Rumšas     | zt      |
| 6  | Levi Leipheimer      | 2.10    |
| 7  | Ivan Basso           | 2.14    |
| 8  | José Azevedo         | zt      |
| 9  | Santiago Botero      | 2.23    |
| 10 | Roberto Heras        | 2.25    |

| #  | Renner           | Tijd    |
| -- | ---------------- | ------- |
| 1  | Dario Frigo      | 4:02.27 |
| 2  | Mario Aerts      | zt      |
| 3  | Giuseppe Guerini | 1.02    |
| 4  | David Moncoutié  | 2.55    |
| 5  | Thor Hushovd     | 2.58    |
| 6  | Laurent Lefèvre  | zt      |
| 7  | Unai Eizaguirre  | zt      |
| 8  | Marcos Serrano   | zt      |
| 9  | Jörg Jaksche     | zt      |
| 10 | Carlos Sastre    | zt      |

| #  | Renner              | Tijd    |
| -- | ------------------- | ------- |
| 1  | Thor Hushovd        | 4:28.28 |
| 2  | Christophe Mengin   | zt      |
| 3  | Jakob Piil          | 0.05    |
| 4  | Léon van Bon        | 0.33    |
| 5  | Jörg Jaksche        | zt      |
| 6  | Nicki Sørensen      | zt      |
| 7  | Gian Matteo Fagnini | 0.40    |
| 8  | Erik Dekker         | zt      |
| 9  | Thierry Loder       | zt      |
| 10 | Nicola Loda         | 6.59    |

| #  | Renner                    | Tijd    |
| -- | ------------------------- | ------- |
| 1  | Lance Armstrong           | 1:03.50 |
| 2  | Raimondas Rumšas          | 0.53    |
| 3  | László Bodrogi            | 1.06    |
| 4  | David Millar              | 1.14    |
| 5  | Igor González de Galdeano | 1.42    |
| 6  | Serhij Hontsjar           | 1.43    |
| 7  | Raivis Belohvoščiks       | 2.09    |
| 8  | Santiago Botero           | 2.11    |
| 9  | Joseba Beloki             | zt      |
| 10 | Víctor Hugo Peña          | 2.29    |

| #  | Renner           | Tijd    |
| -- | ---------------- | ------- |
| 1  | Robbie McEwen    | 3:30.47 |
| 2  | Baden Cooke      | zt      |
| 3  | Damien Nazon     | zt      |
| 4  | Fabio Baldato    | zt      |
| 5  | Davide Casarotto | zt      |
| 6  | Stuart O'Grady   | zt      |
| 7  | Erik Zabel       | zt      |
| 8  | Ján Svorada      | zt      |
| 9  | Arvis Piziks     | zt      |
| 10 | Nicola Loda      | zt      |

## Eindklassementen

### Algemeen klassement
| rang | renner                    | land             | ploeg                           | tijd     |
| ---- | ------------------------- | ---------------- | ------------------------------- | -------- |
|      | Lance Armstrong           | Verenigde Staten | US Postal Service - Berry Floor | 82:05.12 |
| 2    | Joseba Beloki             | Spanje           | ONCE-Eroski                     | + 7.17   |
| 3    | Raimondas Rumšas          | Litouwen         | Lampre-Daikin                   | + 8.17   |
| 4    | Santiago Botero           | Colombia         | Kelme-Costa Blanca              | + 13.10  |
| 5    | Igor González de Galdeano | Spanje           | ONCE-Eroski                     | + 13.54  |
| 6    | José Azevedo              | Portugal         | ONCE-Eroski                     | + 15.44  |
| 7    | Francisco Mancebo         | Spanje           | iBanesto.com                    | + 16.05  |
| 8    | Levi Leipheimer           | Verenigde Staten | Rabobank                        | + 17.11  |
| 9    | Roberto Heras             | Spanje           | US Postal Service - Berry Floor | + 17.12  |
| 10   | Carlos Sastre             | Spanje           | CSC-Tiscali                     | + 19.05  |

Rode lantaarn:
| 153 | Igor Flores | Spanje | Euskaltel-Euskadi | + 3:35.52 |

### Puntenklassement
| rang | renner         | land      | ploeg           | punten |
| ---- | -------------- | --------- | --------------- | ------ |
|      | Robbie McEwen  | Australië | Lotto-Adecco    | 280    |
| 2    | Erik Zabel     | Duitsland | Team Telekom    | 261    |
| 3    | Stuart O'Grady | Australië | Crédit Agricole | 208    |

### Bergklassement
| rang | renner           | land      | ploeg              | punten |
| ---- | ---------------- | --------- | ------------------ | ------ |
|      | Laurent Jalabert | Frankrijk | CSC-Tiscali        | 262    |
| 2    | Mario Aerts      | België    | Lotto-Adecco       | 178    |
| 3    | Santiago Botero  | Colombia  | Kelme-Costa Blanca | 162    |

### Jongerenklassement
| rang | renner            | land      | ploeg                 | tijd     |
| ---- | ----------------- | --------- | --------------------- | -------- |
|      | Ivan Basso        | Italië    | Fassa Bortolo         | 82:24.30 |
| 2    | Nicolas Vogondy   | Frankrijk | La Française des Jeux | + 13.26  |
| 3    | Christophe Brandt | België    | Lotto-Adecco          | + 48.32  |

### Ploegenklassement
| rang | ploeg                           | land             | teammanager    | tijd      |
| ---- | ------------------------------- | ---------------- | -------------- | --------- |
|      | ONCE-Eroski                     | Spanje           | Manolo Saiz    | 246:36.14 |
| 2    | US Postal Service - Berry Floor | Verenigde Staten | Johan Bruyneel | + 22.49   |
| 3    | CSC-Tiscali                     | Denemarken       | Bjarne Riis    | + 30.17   |

 winnaars gele trui · 
 puntenklassement · 
 bergklassement · 
 jongerenklassement · 
 tussensprintklassement · 
 combinatieklassement · 
 ploegenklassement · 
 strijdlust · 
rode lantaarn
records · meeste deelnames · ranglijst etappewinnaars · bekende beklimmingen · valpartijen · dopinggevallen · Grand Départ · Souvenir Henri Desgrange
1903 · 
1904 · 
1905 · 
1906 · 
1907 · 
1908 · 
1909 · 
1910 · 
1911 · 
1912 · 
1913 · 
1914 ·
1915 ·
1916 ·
1917 ·
1918 · 
1919 · 
1920 · 
1921 · 
1922 · 
1923 · 
1924 · 
1925 · 
1926 · 
1927 · 
1928 · 
1929 · 
1930 · 
1931 · 
1932 · 
1933 · 
1934 · 
1935 · 
1936 · 
1937 · 
1938 · 
1939 · 
1940 ·
1941 ·
1942 ·
1943 ·
1944 ·
1945 ·
1946 ·
1947 · 
1948 · 
1949 · 
1950 · 
1951 · 
1952 · 
1953 · 
1954 · 
1955 · 
1956 · 
1957 · 
1958 · 
1959 · 
1960 · 
1961 · 
1962 · 
1963 · 
1964 · 
1965 · 
1966 · 
1967 · 
1968 · 
1969 · 
1970 · 
1971 · 
1972 · 
1973 · 
1974 · 
1975 · 
1976 · 
1977 · 
1978 · 
1979 · 
1980 · 
1981 · 
1982 · 
1983 · 
1984 · 
1985 · 
1986 · 
1987 · 
1988 · 
1989 · 
1990 · 
1991 · 
1992 · 
1993 · 
1994 · 
1995 · 
1996 · 
1997 · 
1998 · 
1999 · 
2000 · 
2001 · 
2002 · 
2003 · 
2004 · 
2005 · 
2006 · 
2007 · 
2008 · 
2009 · 
2010 · 
2011 · 
2012 · 
2013 · 
2014 · 
2015 · 
2016 · 
2017 · 
2018 · 
2019 ·
2020 · 
2021 · 
2022 · 
2023 · 
2024 · 
2025